# Branca de Navarra, rainha de Castela
Branca de Navarra, também conhecida como Branca Garcês de Pamplona (em castelhano:  Blanca Garcés; Laguardia, 1137 — 12 de agosto de 1156), foi infanta de Navarra por nascimento e rainha consorte de Castela através de seu casamento com Sancho III de Castela.

## Família
Branca era a filha do rei Garcia Ramires de Pamplona e de sua primeira esposa, Margarida de L´Aigle. 
Seus avós paternos eram Ramiro Sanches de Pamplona e Cristina Rodrigues, filha de Rodrigo Díaz de Vivar, conhecido como "O Cid". Seus avós maternos eram Gilberto de L'Aigle e Juliana de Perche.
Era irmã do rei Sancho VI de Navarra e de Margarida de Navarra, casada com o rei Guilherme I da Sicília, com quem teve filhos.
Perdendo a sua mãe muito cedo, Branca e os seus dois irmãos foram educados pelo seu pai e pela rainha-mãe Elvira Rodriguez de Bivar, filha de Rodrigo Dias de Bívar, o Cid.

## Biografia
Em 1151, Branca é prometida em casamento ao infante Sancho, herdeiro de Afonso VII de Leão e Castela.
Desse casamento nasceram:
- Afonso VIII, rei de Castela,[1][2][3] casado com Leonor de Inglaterra, filha de Henrique II de Inglaterra e de Leonor da Aquitânia, com quem teve filhos;
- Branca, infanta de Navarra faleceu em 1158, em Castela, de causas desconhecidas.

Branca morreu em 12 de agosto de 1156 e foi enterrada no Mosteiro de Santa Maria la Real de Nájera, em Nájera, na Espanha.